# 大阪商業大学の人物一覧
大阪商業大学の人物一覧（おおさかしょうぎょうだいがくのじんぶついちらん）は、大阪商業大学に関係する人

## OB・OG

### 政界
- 大谷信盛 - 元衆議院議員・環境大臣政務官
- 泉原保二 - 元衆議院議員
- 三崎政直 - 元京都府京丹後市長
- 大塩民生 - 元兵庫県川西市長
- 稲田順三 - 元大阪府和泉市長

### 財界
- 辻本春弘 - カプコン社長、コンピュータエンターテインメント協会会長
- 鶴羽樹 - 元ツルハホールディングス社長、元ツルハ社長
- 金子文雄 - 大栄環境株式会社 代表取締役社長

### 芸能
- 前田五郎 - コメディNo.1
- 大木こだま - 大木こだまひびき　※中退

### スポーツ

#### サッカー
- 勝野正之 - 元サッカー選手・サッカー指導者（FC岐阜SECOND総監督）
- 勝矢寿延 - 元プロサッカー選手（元日本代表）
- 小林伸二 - 元サッカー選手・サッカー指導者（元清水エスパルス監督）
- 古前田充（元ベルマーレ平塚監督）
- 田口貴寛 - 元サッカー選手・サッカー指導者（元FC岐阜ヘッドコーチ）
- 古俣健次 - 元プロサッカー選手
- 小嶺忠敏 - サッカー指導者・元V・ファーレン長崎代表取締役社長
- 斉藤智閣 - サッカー選手・松本山雅FC
- 下川陽太 - サッカー選手・ツエーゲン金沢
- 高木琢也 - 元プロサッカー選手（元日本代表）・サッカー指導者（大宮アルディージャ監督）
- 中口雅史 - 元プロサッカー選手・サッカー指導者（ヴァンラーレ八戸監督）
- 中村重和 - 元サッカー選手・元Jリーグ監督
- 橋本啓吾 - サッカー選手・テゲバジャーロ宮崎
- 本並健治 - 元プロサッカー選手（元日本代表）・サッカー指導者・サッカー解説者
- 増川隆洋 - プロサッカー選手（京都サンガF.C.）
- 松永英機 - 元サッカー選手・サッカー指導者（FC岐阜統括副本部長兼チーム統括部長 ）
- 望月聡 - 元プロサッカー選手（元日本代表）・サッカー指導者・サッカー解説者
- 安原成泰 - 元プロサッカー選手・サッカー指導者（東海学園大学サッカー部監督）
- 山野孝義 - 元サッカー選手（元日本代表）・サッカー解説者
- 李栄直 - プロサッカー選手（FC琉球）
- 渡邉一平 - 元プロサッカー選手（元日本代表）
- 杉山弘一 - 元サッカー選手・サッカー指導者

#### 野球
- 伊原陵人 - プロ野球選手
- 上田大河 - プロ野球選手
- 大川章 - 元プロ野球選手
- 大河賢二郎 - 元社会人野球選手、元アマチュア野球指導者
- 太田光 - プロ野球選手
- 大西広樹 - プロ野球選手
- 岡田明丈 - 元プロ野球選手、現社会人野球選手
- 岡田皓一朗 - プロ野球選手
- 小野寺暖 - プロ野球選手
- 桂依央利 - プロ野球選手
- 金子丈 - 元プロ野球選手
- 金村大裕 - 元プロ野球選手
- 川原新治 - 元プロ野球選手
- 清川栄治 - 元プロ野球選手
- 日下部光 - 独立リーグ選手・監督
- 近藤大亮 - プロ野球選手
- 斉藤明夫 - 元プロ野球選手
- 佐伯貴弘 - 元プロ野球選手
- 十川孝富 - 元プロ野球選手
- 髙太一 - プロ野球選手
- 滝野要 - 元プロ野球選手
- 田中昌宏 - 元プロ野球選手
- 谷佳知 - 元プロ野球選手
- 弦本悠希 - 元プロ野球選手 中退
- 中井哲之 - 広陵高等学校硬式野球部監督
- 橋本侑樹 - プロ野球選手
- 服部浩一 - 元プロ野球選手
- 福元悠真 - プロ野球選手
- 福山博之 - 元プロ野球選手
- 堀井恒雄 - 元プロ野球選手
- 光井正和 - 元プロ野球選手
- 柳原隆弘 - 元プロ野球選手
- 山田和英 - 元プロ野球選手
- 山村裕也 - プロ野球審判員、元独立リーグ選手
- 山本晴三 - 元プロ野球選手
- 吉持亮汰 - 元プロ野球選手
- 渡部聖弥 - プロ野球選手

#### バレーボール
- 植田辰哉 - 元全日本代表バレーボール選手、前バレーボール日本男子代表監督
- 達川実 - 元バレーボール全日本女子代表コーチ、元ユニチカ（→東レ）監督、デンソー監督
- 真鍋政義 - 元全日本代表バレーボール選手、バレーボール日本女子代表監督
- 山本英之 - バレーボール選手。豊田合成トレフェルサ所属。
- 横田一義 - バレーボール選手、堺ブレイザーズ
- 吉田譲 - バレーボール選手

#### バスケットボール
- 岡山恭崇 - 元バスケットボール選手（歴代日本人最長身選手）
- 奥本友人 - プロバスケットボール選手
- 喜多誠 - プロバスケットボール選手（bjリーグ・大阪エヴェッサ所属）：2000年卒業
- 城宝匡史 - プロバスケットボール選手（bjリーグ・滋賀レイクスターズ所属）：2005年卒業
- 俊野達彦 - プロバスケットボール選手
- 藤本裕 - バスケットボール指導者
- 丸山健治 - バスケットボール指導者
- 山城吉超 - プロバスケットボール選手（bjリーグ・琉球ゴールデンキングス所属）：2007年卒業

#### ボクシング
- 前田稔輝 - プロボクサー
- 京口紘人 - プロボクサー。第20代OPBF東洋太平洋ミニマム級王者。元IBF世界ミニマム級王者。現WBA世界ライトフライ級スーパー王者。
- 長尾朋範 - プロボクサー

#### その他
- 立花龍司 - スポーツトレーナー・コンディショニングコーチ
- 新谷義人 - ウエイトリフティング選手
- 田丸浩史 - 漫画家
- 川村晃裕 - 元麻雀プロ
- なかゆう - YouTuber